# Into
Albums de The Rasmus
Hell of a collection
(2001) Dead Letters
(2003)
Into est le quatrième album du groupe finlandais The Rasmus, et le premier sous le nom The Rasmus. Il est sorti le 29 octobre 2001.
C'est le premier album avec Aki Hakala à la batterie qui a remplacé Janne Heiskanen en 1998.
Les singles F-F-F-Falling, Chill, Madness et Heathbreaker/Days sont des tubes internationaux.
Into est un mot finnois signifiant enthousiasme. L'album devint disque d'or en Finlande et fut le premier album de The Rasmus à être publié à l'étranger comme en France.
Le groupe gagna quatre EMMAs (équivalent finnois des Grammys) pour meilleur groupe, meilleur album pop/rock, meilleur album et meilleure chanson (pour F-F-F-Falling).
L'album sort le 20 février 2007 aux USA.

## Style musical
À partir des débuts de The Rasmus avec l'album Peep jusqu'à Hell of a Tester, les paroles étaient plutôt agressives et la musique était orientée vers le style funk. Dans Hell of a Tester, les paroles commencent à s'approfondir et le style se rapproche du rock alternatif. Mais c'est dans l'album Into que le style change énormément : approfondissement des paroles, rythme de la musique plus lent et suave (on remarque une ressemblance avec les power ballad) et la voix de Lauri Ylönen devient alors moins agressive.

## Liste des morceaux
- Madness – 3:12
- Bullet – 4:09
- Chill – 4:17
- F-F-F-Falling – 3:41
- Heartbreaker – 3:41
- Smash – 3:43
- Someone Else – 4:29
- Small Town – 4:02
- One & Only – 3:50
- Last Waltz – 4:39

Bonus tracks (trouvés dans Special Edition, 2003) 
- Days – 4:19
- Can't Stop Me – 2:51
- Play Dead (Björk) – 3:51
- Used to Feel Before (Kingston Wall) – 4:25
- The F-F-F-Falling music video as MPEG

## Édition spéciale
Une édition spécial de Into est sorti le 5 novembre 2003 éditée par Playground Music Scandinavia/Edel Music.
Cette édition contient les 10 chansons original plus 4 bonus et une vidéo de F-F-F-Falling.
De plus l'édition contient un livret de 24 pages avec de nouvelles photos du groupe. La couverture de l'album est en noir et blanc et non plus en orange comme l'original.

## Singles et vidéos
- Le premier single est F-F-F-Falling sorti le 21 avril 2001. Il a été no 1 en Finlande pendant 3 mois.
- Le second single (sorti le 18 juin 2001) fut Chill. Il a atteint la deuxième place des charts finlandais.
- Deux autres singles sont ensuite sortis : Madness et Hearthbreaker/day sans nouvelle vidéo.

Heathbreaker/day a atteint directement la deuxième place des charts finlandais et la première place après une semaine.